# 日本債券信用銀行
株式会社日本債券信用銀行（にっぽんさいけんしんようぎんこう、英称: The Nippon Credit Bank, Ltd.）は、かつて存在した長期信用銀行3行の一つで、債券発行銀行。
1957年4月、旧朝鮮銀行の残余財産を基に、不動産抵当貸付に主眼を置いた銀行として、長期信用銀行法に基く日本不動産銀行（にっぽんふどうさんぎんこう）として設立された。1977年に「日本債券信用銀行」に行名変更。
長らく割引金融債「ワリシン」（旧名「ワリフドー」）、利付金融債「リッシン」（旧名「リツキフドー」）、「リッシンワイド」と共に日債銀（にっさいぎん）の愛称で親しまれた。1998年12月に経営破綻し一時国有化され、2000年に投資グループに売却された。2001年、あおぞら銀行に行名変更。

## 歴史

### 旧朝鮮銀行の国内残余資産で設立
前身ともいうべき朝鮮銀行は、1909年11月に韓国銀行の名称で設立され、1911年8月の朝鮮銀行法の公布によって朝鮮銀行と改称した。
以来、36年間にわたり朝鮮および関東州における中央銀行としての機能を果たしたが、第二次世界大戦終結によって閉鎖機関に指定され、いわゆる特殊清算が進められた。1952年時点で70億円の残余資産があった。
1953年7月、閉鎖機関令改正によって国内残余財産による新会社設立の道が開かれると、鮮銀出身者の間で新会社設立の機運が盛り上がった。そして最後の副総裁で清算責任者であった星野喜代治が中心となって、新会社設立の諮問委員会を設け、「不動産銀行」設立構想を打ち上げた。
しかし、大蔵省は戦後誕生した銀行の経営がかんばしくなかったため、銀行の合併、併合の処理に追われ、新銀行の設立は当分の間、見送ろうというのが基本方針であり、同省のほか、既存の銀行はいずれも不動産銀行の設立に猛反対した。だが、紆余曲折の末、最終的に「中小企業向けの長期資金の貸付を主要業務とし、不動産を抵当とするものに重点を置く」新銀行を長期信用銀行法に基づいて設立することとなった。
これには政治的判断も働いたとみられており、設立に奔走した第4代頭取となる勝田龍夫は父の勝田主計の人脈で福田赳夫ら政治家や大蔵官僚とも親しく、銀行の設立を岸信介や福田が後押しした。また、福田赳夫政権ができた時には日債銀は「福田銀行」と揶揄された。
1957年4月1日、株式会社日本不動産銀行が資本金10億円で設立され（残余資産から旧職員の退職金や清算税などを差し引いた額の一部）、初代頭取には星野が就任した。
1957年10月に大阪支店を開設し、以降1964年までに主要経済ブロックに計8支店を開設して全国ネットを整備し、1967年10月には東京都千代田区九段下に新本店を建設した。またこの間、1964年9月に東京証券取引所第2部に上場、1966年2月に同第1部に指定替えとなった。

### 高度経済成長期
日本不動産銀行設立時における日本の経済は、高度経済成長期に入り始めた頃であり、中小企業などの旺盛な資金需要ともあいまって業績は開業当初から急速に拡大した。1957年11月から利付金融債（期間5年）、翌1958年10月から割引金融債（期間1年）発行を開始し、利付金融債は金融機関の引き受けを中心に、割引金融債は個人向け貯蓄手段として、いずれも順調に発行量を拡大した。1960年代に入ると、対象顧客が、それまでの中小企業を重点とした運営から、中堅企業、さらにそれらの親会社を中心とする大企業との取引も次第に拡大し、本来的な長信銀としての基盤確立を図った。
また、不動産金融については、不動産担保金融にとどまらず、「長期信用銀行としての独自性」を発揮する分野として取り組みを充実した。1964年には「積立フドー」による住宅融資が開始され、また1965年からは建設業・不動産業・私鉄業が「重点3業種」と位置づけ、事業金融の性格を持つ不動産金融として推進した。1960年代後半に入ると国債発行開始によって金融債の消化にも少なからぬ影響が生じた。このため、金融機関による消化に加え、割引金融債を中心とした自力消化、証券会社を通じた販売を「債券消化の3本柱」として掲げ、組織の強化のほか、店舗の拡充や新商品の開発なども進めた。
1969年10月には第4代頭取として勝田龍夫が就任し、翌1970年8月、経済社会構造の変化や経済の急速な国際化に対処するため、「長期経営計画」（7ヵ年）を策定、同時に大幅な組織改革を実施して、権限の委譲などによる組織運営の効率化を進めた。
1970年代前半は業務の国際化が進展。外国為替業務をはじめ、シンジケートローン業務などが拡大したほか、1974年12月にはヨーロッパ市場で1,500万ドルの初の外債を発行した。加えて、1971年10月にニューヨークに初の駐在員事務所、1974年4月にはロンドンに初の海外支店を開設した。

### 石油危機からバブル経済
“不動産銀行”という行名が体を表すように不動産融資に注力するが、もともと長信銀として最後発で存立基盤が弱く、また不動産融資が主力業務であるために、日本列島改造論後の不動産不況で多額の不良債権を作り出し、早くも1970年代後半には経営不安がささやかれるようになる。
その前身から民族系企業や韓国外換銀行などとの取引が多く、不動産取引を通じて“闇社会”との接点をもち、韓国外換銀から60億円の支払い保証を取り付けて、町井久之が社長だった東亜相互企業に54億円を貸し付け、同社がTSK・CCCターミナルビル等を建設した件は1971年に国会でも取り上げられるなど、ダーティーイメージを想起させる金融機関であった。
1973年の第1次石油危機に伴う不況の最中には、長期経営計画を見直し経営の効率化を進め、1977年10月には創立20周年を機に、行名を株式会社日本債券信用銀行に変更、不動産担保金融より債券発行銀行としての路線転換を強調する狙いも込めた。
1980年代になると、組織改革のほか行内情報処理体制の構築などを積極的に行い、銀行法の改正などによる金融自由化、国際化の進展などへの長期的対応を図った。1982年には長期経営計画「PROJECT30」（5ヵ年）を策定。1985年には環境変化の早さに対応するため、融資・債券・証券・国際業務などあらゆる機能を活用した「総合営業」を推進した。特に国際業務面では、全業務の国際化と海外営業力の強化が図り、海外支店・駐在員事務所拡充の他、ロンドン・オーストラリア・スイス・ドイツなどに現地法人を設けた。また、新たに認められた公共債の窓口販売、ディーリング業務についても債券発行銀行としてのノウハウを生かして当初から積極的に取り組んだほか、1987年以降は、自己資本の充実、ALMなどによる財務・収益構造の改善に努めた。
そうした中、トップに就いた勝田の腹心である頴川史郎は闇社会とのつきあいを深め、「暴力団相手だろうが、無担保だろうが、貸して・貸して・貸しまくれ」、「千代田（日債銀破綻の原因の一つとなる系列ノンバンク・千代田ファイナンス、後の日本トータルファイナンス）を見習え。たった2年間で融資残高を1,000億円から4,000億円に増やしている」と積極融資の大号令をかけていたと言われ、結果としてバブル崩壊後に膨大な不良債権を作り上げることになる。

### バブル崩壊と経営破綻
バブル崩壊によって、ノンバンクや不動産業向け融資が巨額の不良債権と化し、1991年から行われていた不良債権をペーパーカンパニーに付替える、いわゆる「飛ばし」行為による粉飾決算は、第8代頭取である松岡誠司以降により本格化する。
日債銀は保有株式の売却や債権買収機構などを積極活用し、1993年から実施した中期経営計画（3年間）の下で新たな対応が進めるが、経営危機はより深刻度を増した。1994年4月には海外から全面撤退、またクラウン・リーシング（負債約1兆1187億円）など系列ノンバンク3社を破綻処理し、1996年3月期決算は初の赤字決算となる。赤字の計上に先だって、1993年に大蔵省理財局長を経て国税庁長官を歴任した窪田弘、1996年には日本銀行国際局長を歴任した東郷重興をそれぞれ経営首脳に迎え、事実上大蔵省・日銀管理銀行となる。
1997年3月には自己資本比率が国内基準の4%を割り込む水準まで低下する。再建策として翌月、大蔵省が中心となり、全支店の売却および各金融機関および新金融安定化基金(日銀拠出を含む)よりいわゆる奉加帳増資で合計2,900億円を調達している。当時の日債銀・資本勘定の3倍に相当する金額であったが、引受側の各金融機関には東京証券取引所規則により「原則として割当株式の2年間売却凍結」との制限が付いた。これが後々に、日債銀株価の奇妙な安定を裏で支える要因となる。続いて1998年3月に金融危機管理審査委員会（委員長・佐々波楊子慶大教授）の決定で、600億円の公的資金を注入した。
1998年初めから、同じ長信銀の日本長期信用銀行の経営危機が話題になり始め、同年6月に月刊『現代』が「長銀破綻で戦慄の銀行淘汰が始まる」との記事を掲載すると長銀の株は下落し、関心が集中した。そして、株価下落と資金繰りに行き詰ったことによりマーケットから退場を迫られた長銀は、同年10月に特別公的管理下・国有化された。
長銀の国有化を受け、「長信銀の中で最も弱い日債銀が生き残るのはおかしい」という見方が政界に広がり、日債銀も破綻処理すべきだとの流れができていく。その渦中、窪田から頭取を引き継いだ東郷は生き残りを懸け、中央信託銀行との合併交渉を重ねた。交渉で中央信託も前向きな姿勢をみせるも、発表直前に態度を翻し、同年12月9日に両行は業務提携を発表するにとどまった。中央信託が翻意にした理由は明らかとなっていないが、金融当局の働きかけがあったとみる金融関係者は多い。結局、日債銀は同年12月13日、金融庁検査における実質2,700億円の債務超過が認定され、金融再生法により、特別公的管理下・一時国有化が決定された。

### 投資グループに売却
2000年にソフトバンク、オリックス、東京海上火災保険（現：東京海上日動火災保険）などから成る投資グループに売却され、直後の同年9月、社長に就任した本間忠世（元日銀理事）が不可解な自殺を遂げる。
翌年2001年には現社名である「あおぞら銀行」に変更。
この売却にあたり、金融再生委員会と預金保険機構は、日債銀の債務超過を穴埋めするため、3兆2,428億円の公的資金投入を行った。この結果、1998年に投入した600億円を含め、実質的国民負担額は、金融機関の負担する預金保険料1,714億円を差し引いた3兆1,314億円に上った（公的資金投入額のうち、一時国有化月時点の不良債権処理費用は3兆1,497億円。国有化後に発生した損失は931億円とされる）。但し、この数字には瑕疵担保条項によって、国による不良債権買い上げによって生じる損失は、考慮されていない。

### 責任追及
1999年7月、窪田元会長・東郷元頭取・岩城忠男元副頭取ら旧経営陣3名は、東京地検特捜部と警視庁捜査2課に逮捕され、同年8月に有価証券報告書の虚偽記載（粉飾決算）による証券取引法違反容疑で起訴された。
2004年5月、一審・東京地裁は 3名に対し、有罪判決（窪田元会長は懲役1年4月、東郷元頭取、岩城元副頭取は懲役1年、いずれも執行猶予3年）を言い渡した。2007年3月、二審・東京高裁は3名の控訴を棄却したが、最高裁は2009年12月に二審判決を棄却し、審理を東京高裁に差し戻した。2011年8月に東京高裁は地裁判決を破棄し、3名の逆転無罪が確定した。
また日債銀破綻後にその不良債権を引継いだ整理回収機構（RCC）は2001年9月、頴川史郎元会長ら旧経営陣11人に対し、「バブル期の放漫融資に深く関与していて、不良債権の原因を作った経営陣らの民事面での責任追及が可能」として、総額45億円の損害賠償を求め提訴をした。2004年3月、東京地裁は恒吉克章元副頭取ら2名に対しRCCの請求通り5億円の支払いを命じる判決を下した。また、2004年5月、東京地裁は、RCCの請求を全面的に認め、頴川元会長ら旧経営陣に40億円の支払いを命じる判決を下した。その後、2005年12月、東京高裁にて合計2億円の賠償支払で和解が成立した。賠償額の内訳は頴川元会長が4,000万円、松岡誠司元頭取ら8人が計1億6,000万円を連帯して支払う内容となっている（告訴された11名の内、1名が控訴取下げ・1名は2004年10月に東京高裁で和解が成立していた）。
ちなみに、“日債銀破綻のA級戦犯”と名指しされるも、時効により刑事立件を逃れた頴川の役員退任時の退職金は約6億円といわれる。日債銀は損害賠償とは別に、頴川ら旧経営陣16人に対して総額19億円の退職金の自主的返還も要請した。全員が返還に合意したものの、これまでの返還額は計約2億5000万円にとどまっている。

## 年表
- 1957年
  - 長期信用銀行法に基づき日本不動産銀行として設立。資本金10億円。
  - 利付債券（リツキフドー）の発行開始。
- 1958年
  - 割引債券（ワリフドー）の発行開始。
- 1964年
  - 外国為替公認銀行として外国為替業務開始。
  - 東京証券取引所へ株式上場。
- 1970年
  - 大阪証券取引所へ株式上場。
- 1977年
  - 行名を日本債券信用銀行に変更。
- 1981年
  - リッシンワイドの発行開始。
- 1983年
  - 国債等公共債窓口販売業務開始。
- 1984年
  - 国債等公共債ディーリング業務開始。
- 1985年
  - 債券総合口座取扱開始。
- 1991年
  - 日債銀プライベートエクイティ株式会社設立。
- 1994年
  - 国内業態別子会社として、日債銀信託銀行（現：GMOあおぞらネット銀行）株式会社設立。
- 1997年
  - 経営再建策を発表。
- 1998年
  - 証券投資信託の窓口販売業務を開始。
  - 金融機能の再生のための緊急措置に関する法律に基づく特別公的管理を申請し経営破綻。特別公的管理銀行に指定され預金保険機構の管理下に置かれる。東京証券取引所、大阪証券取引所への株式上場廃止。
- 1999年
  - 日債銀債権回収（現：あおぞら債権回収）株式会社設立。
- 2000年
  - ソフトバンク株式会社、オリックス株式会社、東京海上火災保険株式会社（現：東京海上日動火災保険株式会社）、およびその他の内外金融機関に対し、預金保険機構が当行株式を譲渡し、特別公的管理終了。
  - テレフォンバンキング業務開始。
- 2001年
  - 行名をあおぞら銀行に変更。
- 2006年
  - 旧本店跡に建てられた北の丸スクエアが竣工。

## 歴代日本債券信用銀行頭取
| 代 | 氏名       | 期間                    | 前職等 |
| -- | ---------- | ----------------------- | --- |
| 1  | 星野喜代治 | 1957年4月 - 1961年11月  | 大蔵省銀行局検査課長、朝鮮銀行副頭取、朝鮮銀行特殊清算人                                                           |
| 2  | 中村建城   | 1961年11月 - 1965年10月 | 大蔵省主計局長の後、終戦で公職追放。戦後、国民金融公庫総裁                                                         |
| 3  | 湯藤實則   | 1965年10月 - 1969年10月 | 朝鮮銀行東京総裁席東京総務部長兼東亜部長、山九運輸常務                                                             |
| 4  | 勝田龍夫   | 1969年10月 - 1974年10月 | 朝鮮銀行特殊清算人補佐、日本不動産銀行副頭取                                                                       |
| 5  | 渡邉淳     | 1974年10月 - 1978年10月 | 日本興業銀行取締役、中央信託銀行専務                                                                               |
| 6  | 安川七郎   | 1978年10月 - 1982年11月 | 東京国税局長、国税庁長官                                                                                           |
| 7  | 頴川史郎   | 1982年11月 - 1987年12月 | 日本興業銀行広島支店融資課長を経て日債銀草創期に移籍した興銀出身者の一人                                           |
| 8  | 松岡誠司   | 1987年12月 - 1993年6月  | 生え抜きで初の頭取に就任                                                                                           |
| 9  | 窪田弘     | 1993年6月 - 1997年8月   | 経済企画庁長官官房長、大蔵省理財局長、国税庁長官、北海道東北開発公庫総裁                                           |
| 10 | 東郷重興   | 1997年8月 - 1998年12月  | 日本銀行国際局長                                                                                                   |
| 11 | 藤井卓也   | 1998年12月 - 2000年9月  | 日本銀行発券局長                                                                                                   |
| 12 | 本間忠世   | 2000年9月 - 2000年9月   | 日本銀行信用機構局担当理事。就任以降、代表者の呼称を社長に変更。就任まもなく滞在先ホテルで自殺体の形で発見された。 |
| 13 | 丸山博     | 2000年12月 - 2003年12月 | オリックス・クレジット会長                                                                                         |

出典。

## イメージキャラクター
- 草笛光子（1979年 - ）[17]
- 鶴田真由（1990年 - ）[18]

### 注
1. ↑  勝田は自ら日債銀設立に関わり、1969年から18年間、頭取・会長として実権をふるい、1991年5月に死去するまで名誉会長の座にあった。また、その強引ゆえに、気に入らない部下は左遷・降格で経営中枢から遠ざけられたという。この結果、“行内で『派閥』がない”＝“「事なかれ主義」のイエスマンがはびこっているだけ”の企業風土が形成されたとされる。
2. ↑  一時、本店駐車場を右翼の街宣車に利用させており、また、1984年3月に発覚した「東北の政商」と呼ばれた小針暦二福島交通会長への過剰融資は、最終的に500億円を超える不良債権として経営を揺さぶることになる。さらに、金丸信を「カマキリ紳士」の符号で無記名金融債口座を管理し、結果として巨額脱税に一役買っており、1993年には当時の松岡誠司頭取が国会に証人喚問されるなど、「政治家の貯金箱」「自民党の金融機関」とまで言われていた。
3. ↑  1947年9月東大経卒・興銀を経て1964年入行。総務部長・業務推進部長を経て1970年取締役、1972年常務、1975年副頭取、1982年11月頭取、1987年12月会長、1992年6月相談役。
4. ↑  当時の会計基準では、連結決算が重視されていなかったこともあり「飛ばし」行為は厳密には粉飾決算では無かった。また、日債銀の場合、来島ドック・福島交通に関する不良債権を「飛ばし」処理することで、景気回復後に適宜償却できた成功体験があった。1995年、こうした不良債権処理は本店事業推進部に一本化されるが、何れにせよ根本的な再建策は採られていなかった。
5. ↑  同時期、外資系金融機関、特にクレディ・スイスグループが販売するデリバティブ取引を組み込んだ金融商品を利用した不良債権隠しも行われていた。ちなみに、この金融商品は、日債銀のほか北海道拓殖銀行・東京相和銀行・足利銀行・中部銀行といった後に経営破綻をする金融機関を中心に少なくとも60社がこれを購入、1992年から5年間で飛ばされた不良債権総額は判明分で約5,700億円、その間、クレディ・スイスが得た手数料は340億円とされている。1999年5月の金融監督庁検査でクレディ・スイスはこの取引資料を組織的に隠蔽し、当時の支店長が銀行法違反で逮捕され、法人自体も行政処分を受けている。
6. ↑  なお、この処理に際して、日債銀の不良債権1兆1,212億円を大蔵省が把握していながら、当時の幹部（山口公生銀行局長・中井省銀行局審議官）は各金融機関に対し「日債銀の不良債権は7,000億円」と説明していたとの報道がなされている。
7. ↑  当時、日債銀の株価は低位であるものの安定し資金繰りにも問題がなかったことから、その破綻認定に対してはマーケットの意外感が強かった。また、日債銀も行政訴訟により抵抗する構えを見せていたが、結局は認定を受け入れることになる。